# Mausolée Bibi Khanoum
 (juillet 2022).
Le mausolée Bibi Khanoum (ouzbek : Bibixonim maqbarasi) est un monument architectural de Samarcande dont la construction commence à la fin des années 1390 et s'achève au début des années 1400. Il est à l'état de ruine avant d'être restauré à la fin du XXe siècle. Il se trouve dans la rue Tachkenskaïa à Samarcande.  

## Histoire
Le mausolée Bibi Khanoum est situé en face de la mosquée Bibi-Khanym. Il est construit pour Bibi Khanoum et quelques femmes timourides. 
La mère de Bibi Khanoum est la première à y être enterrée. En 1941, l'anthropologue Mikhaïl Guerassimov ouvre la tombe et étudie les restes des personnes enterrées. 
En 2000, à l'initiative du premier président de l'Ouzbékistan après la période soviétique Islam Karimov le mausolée est restauré. Il est inscrit sur la Liste du patrimoine mondial de l'UNESCO (n°603). L'aspect extérieur modeste de l'édifice contraste avec l'intérieur doté de stalactites de couleur ivoire.